# Past Lives (Local Natives-dal)
A Past Lives a Local Natives egy dala a Sunlit Youth albumukról, egyben tizenegyedik kislemezük, amelyet 2016. május 6-án adott ki a Loma Vista Recordings.

## Kiadás
A Villainy és Fountain of Youth dalokkal együtt a Past Lives volt az első, amely a Sunlit Youth lemezhez elkészült; ezek szövegét Taylor Rice énekes–gitáros írta, a zenét pedig a többi taggal közösen szerezték.
A hivatalos megjelenés előtt a szám feltűnt a Netflix Flaked sorozata első évadjának 2016. március 11-én megjelent „7th” című epizódjában.
A dal SoundCloudon jelent meg, valamint az együttes honlapján is meghallgatható volt április 29-én, a San Franciscó-ban adott meglepetéskoncertjük utáni napon; május 6-án a dalt letölthető formában is közzétették. Taylor Rice egy sajtóközleményben a következőket mondta: „A világ nem statikus; újra és újra változik. De mi ugyanazon sablonok szerint éljük életünket, ugyanúgy szeretünk, ugyanúgy harcolunk és ugyanazon dinamikák szerint játszunk újra és újra. Bogozzunk ki minden pillanatot és döntést, amik miatt bebetonozva érezhetjük magunkat, melyek miatt nem menekülhetünk. De a világunk nem javul meg; folyamatosan zajlik, mi pedig azzá alakítjuk, amivé akarjuk.”

## Számlista
|    | Cím        | Dalszöveg   | Hossz |
| -- | ---------- | ----------- | ----- |
| 1. | Past Lives | Taylor Rice | 3:43  |

## Fogadtatás
A dal általánosságban pozitív értékeléseket kapott. A Pitchfork Media kritikusa, Ian Cohen a következőket írta: „A Past Lives szövegében aggódik amiatt, hogy az emberek a jelent milliónyi szemszögből nézik, leragadnak a pillanatokban ahelyett, hogy átélnék azokat. Ez egy buzdítás arra, hogy dobjuk el a sablonokat és próbáljunk ki új dolgokat, így a „Past Lives” tökéletes cím az együttes visszatéréséhez – ha a 2013-as, Aaron Dessner közreműködésével felvett Hummingbirdnek állít emléket, a 2010-es időszak egy más világnak tűnik.” Michelle Geslani, a Consequence of Sound szerzője szerint „a dalt gyönyörű, sűrűn megszólaló ütőhangszerek és buja harmóniák emelik ki, miközben a Local Natives a komfortzónájában marad, de egy kicsit mélyebbre ás. ’Mentsetek meg életem értelmétől’, kérik, mielőtt a gyönyörű gitár- és csillogó billentyűhangok 2:40 körül elhalkulnak.”

## Fellépések
Az együttes a The Late Late Show with James Corden 2016. augusztus 4-i adásában előadta a dalt; erről Lyndsey Havens, a Consequence of Sound szerzője a következőket mondta: „Az előadás hangok és képek robbanását kínálta, melyet az előadók mögötti 15 colos LCD kijelzőn villódzó képek egészítettek ki. ’Mentsetek meg életem értelmétől’, énekelte Taylor Rice a kórusban, de az indie rock zenészek által aláfestett pillanatban erre aligha volt szükség.”

## Fordítás
Ez a szócikk részben vagy egészben  a   Past Lives (Local Natives song) című angol Wikipédia-szócikk ezen változatának fordításán alapul.  Az eredeti cikk szerkesztőit annak laptörténete sorolja fel. Ez a jelzés csupán a megfogalmazás eredetét és a szerzői jogokat jelzi, nem szolgál a cikkben szereplő információk forrásmegjelöléseként.